# La història d'un detectiu
La història d'un detectiu (originalment en anglès, Detective Story) és una pel·lícula estatunidenca dirigida per William Wyler, estrenada el 1951. S'ha subtitulat al català.

## Argument
En una investigació policíaca, l'inspector James "Jim" McLeod interpretat per Kirk Douglas, s'acarnissa amb un metge avortador, cosa que sorprèn el seu superior. Aquest no triga a descobrir que la Sra. de Mac Leod ha avortat amb l'ajuda d'aquest doctor i que el policia mai no li ha perdonat.

## Repartiment
- Kirk Douglas: Detectiu James 'Jim' McLeod
- Eleanor Parker: Mary McLeod
- William Bendix: Detectiu Lou Brody
- Cathy O'Donnell: Susan Carmichael
- George Macready: Karl Schneider
- Horace McMahon: Tinent Monaghan
- Gladys George: Miss Hatch
- Joseph Wiseman: Charley Gennini
- Lee Grant: Lladregota
- Warner Anderson: Endicott Sims /Henry Sims
- William 'Bill' Phillips: Detectiu Pat Callahan
- Frank Faylen: Detectiu Gallagher
- Catherine Doucet: Sra. Farragut

## Premis i nominacions

### Premis
- 1952. Premi a la interpretació femenina al Festival Internacional de Cinema de Cannes per a Lee Grant

### Nominacions
- 1952. Oscar a la millor actriu per a Eleanor Parker
- 1952. Oscar a la millor actriu secundària per a Lee Grant
- 1952. Oscar al millor director per a William Wyler
- 1952. Oscar al millor guió original per a Philip Yordan i Robert Wyler
- 1952. Globus d'Or a la millor pel·lícula dramàtica
- 1952. Globus d'Or al millor actor dramàtic per a Kirk Douglas
- 1952. Globus d'Or a la millor actriu secundària per a Lee Grant
- 1952. BAFTA a la millor pel·lícula

## Crítica
Douglas aconsegueix una brillant adaptació de l'obra teatral de Sidney Kingsley, d'estil sòlid i una mica barroca, on abunden brillants detalls de posada en escena. La resta de l'abundant repartiment està excel·lent.